# 빌럼 더시터르
빌럼 더시터르(네덜란드어: Willem de Sitter, 1872년 5월 6일 - 1934년 11월 20일)는 네덜란드의 천문학자이다. 더시터르 공간을 제안하였다.

## 생애
네덜란드 스네이크에서 태어났고, 흐로닝언 대학교에서 수학을 공부하였다. 졸업 후 흐로닝언 천문대에 있다가, 케이프타운의 희망봉 왕립 천문대(Royal Observatory, Cape of Good Hope)에서 1897년~1899년 동안 있었다. 1908년에 레이던 대학교 천문학과장으로 부임하였고, 1917년에 양의 우주 상수를 가지는 진공을 나타내는 더시터르 공간을 제안하였다. 1919년부터 레이던 천문대장을 맡았다.
1916년 아인슈타인과 편지를 통해 일반 상대성 이론의 중력장 방정식에 대하여 나눈 여러 담론은 초기 일반 상대성 이론의 이해가 성숙하는 데에 큰 기여를 하였다. 이 과정에서 중력파, 관성의 의미, 우주의 경계 등에 대한 중요한 의견들이 오갔다. 이후 1932년에는 알베르트 아인슈타인과 함께 오늘날 아인슈타인-더시터르 우주(영어: Einstein–de Sitter universe)라고 불리는 모형을 제안하였다. 현대적인 용어로 이는 프리드만-르메트르-로버트슨-워커 계량에 적절한 양의 물질을 추가하여 만든 정적인 우주 모형인데, 여기에는 빛으로 관측할 수 없는 많은 양의 물질이 요구된다. 이는 암흑 물질의 시초로 볼 수 있다.
1934년 11월에 병으로 사망하였다.

## 같이 보기
- 더시터르 공간
- 반 더시터르 공간